# Шатораљаујхељ
Шатораљаујхељ (мађ. Sátoraljaújhely, слч. Nové Mesto pod Šiatrom) град је у Мађарској. Шатораљаујхељ је један од важнијих градова у оквиру жупаније Боршод-Абауј-Земплен.
Шатораљаујхељ је имао 16.299 становника према подацима из 2009. године.

## Географија
Град Шатораљаујхељ се налази у крајње североисточном делу Мађарске, на самој граници са Словачком, од које је дели железничка пруга. Од престонице Будимпеште град је удаљен око 260 километара североисточно. Град се налази у крајње североисточном делу Панонске низије, близу реке Бодрог и испод побрђа Земплен. Надморска висина града је око 120 m.

## Историја
Током Другог светског рата 1943. године Шатораљаујхељ постао је познат и по Казненом заводу за политичке затворенике. Тадашњи Судски затвор у Шатораљаујхељу постао је Казнени завод Врховне команде Мађарске војске за политичке осуђенике. У октобру 1943. год. у новооснованом затвору било је око 150 југословенских политичких осуђеника из Бачке и мања група из Међумурја и око 250 затвореника из Мађарске, Чехословачке, Румуније и Украјине. 
После немачке окупације Мађарске у марту 1944. године уверени да ће нова власт извршити ликвидацију политичких затвореника затвореници су донели одлуку да изврше бег из затвора. Покушај бега изведен је 22. марта 1944. године, али се завршио неуспешно. Подигнута је оптужница против 45 политичких затвореника, међу којима је било четворица Мађара, два Румуна и један Словак. На суђењу 6. априла 1944. год. њих 13 је осуђено на смрт вешањем, а над 11 је истог дана извршена пресуда. Остали су предати редовном суду. На јесен 1944. год. сви затвореници предати су немачкој СС команди.
Тела убијених учесника у побуни сахрањена су у заједничкој гробници на „Тргу хероја“ у центру града. На мермерним плочама уклесана су имена 61 погинулог борца за слободу. Мађарски скулптор Керењи Јене израдио је 1948. год.  споменик младог борца у окршају са орлом, првобитно  назван  „Партизан  из Шатораљаујхеља“.

## Партнерски градови
- Лохја
- Franekeradeel
- Кросно
- Михаловце
- Sindos
- Sărățeni
- Ополе Лубелскје
- Franeker

## Галерија
- Поглед на Шатораљаујхељ
- Римокатоличка црква
- Градска кућа Шатораљаујхеља
- Главна градска улица